# Legendary Encounters: The X-Files Deck Building Game
Legendary Encounters: The X-Files Deck Building Game is een bordspel voor minimaal 1 en maximaal 5 spelers. Het werd ontwikkeld en uitgegeven in 2018.

## Het spel
In het spel nemen de spelers de identiteit aan van Fox Mulder, Dana Scully, Walter Skinner, John Doggett of Monica Reyes en gaan vervolgens gezamenlijk aan het werk om X-Files op te lossen. Tijdens het spel moeten de spelers decks bouwen bestaande uit FBI agenten, bewijsstukken en vijanden. De focus van het spel ligt bij alle seizoenen van de televisieserie.

## Inhoud
Het spel komt in een rijkelijk versierde kartonnen doos met de volgende inhoud:
- 1 rubberen speelmat
- 1 handleiding
- 500 speelkaarten